# アカヤマアリ
アカヤマアリ（Formica sanguinea）は、アリ科ヤマアリ属のアリ。ヨーロッパ、ロシア、東アジアなどに生息する。日本では北海道､本州中部以北に生息する。

## 概要
体長6-7mm。胸部や肢は赤く、頭部や腹部は通常黒色。
アカヤマアリは奴隷狩りをすることで知られており、クロヤマアリやヤマクロヤマアリ、ツヤクロヤマアリ、ハヤシクロヤマアリなどを狩り、奴隷として巣に住まわせる。ほとんどの巣で他種のアリと混生しており、単独で巣を作ることは少ない。蟻塚を作ることはほとんどない。
アカヤマアリ亜属の種として初めて融合コロニー（1つのコロニーが多数の巣を形成すること）の存在が確認された。